# 1798 en science
| Années de la science : 1795 - 1796 - 1797 - 1798 - 1799 - 1800 - 1801    |
| Décennies de la science : 1760 - 1770 - 1780 - 1790 - 1800 - 1810 - 1820 |

Cet article présente les faits marquants de l'année 1798 en science.

## Événements
- 25 janvier :
  - le physicien britannique Benjamin Thompson, comte de Rumford, directeur de la fonderie de canons de Munich, lit devant la Royal Society un mémoire intitulé An Inquiry concerning the source of the heat which is excited by friction[1]. Il a l'idée que la chaleur est une forme particulière de l'énergie, en opposition avec la théorie du calorique de Lavoisier[2].
  - le chimiste Martin Heinrich Klaproth lit à la séance publique de l'Académie des sciences de Berlin un mémoire sur un nouveau métal nommé tellurium, qu'il a isolé à partir d'un échantillon découvert par Müller von Reichenstein en 1782[3].
- 21 juin  : le physicien britannique Henry Cavendish lit devant la Royal Society un mémoire intitulé Expériences pour déterminer la densité de la terre, qui rapporte son expérience sur la mesure de la constante gravitationnelle à l'aide d'une balance de torsion[4].

- 1er juillet : le général Bonaparte se présente avec ses armées en Égypte en tant que membre de l’Institut, encadré d’une cohorte de 167 savants  : 21 mathématiciens, 3 astronomes, 17 ingénieurs civils, 15 géographes, 13 naturalistes, 22 imprimeurs, etc., et parmi eux des personnalités célèbres comme Fourier, Monge, Geoffroy Saint-Hilaire, Berthollet, Vivant Denon, etc[5]. Il veut montrer qu’il débarque avec une armée qui représente la civilisation et dans sa proclamation du 2 juillet à Alexandrie « qu’il respecte, plus que les mamelouks, Dieu, son prophète et l’Alcoran »[6].

- 22 août : l’institut d’Égypte est fondé au Caire par Bonaparte. Il facilite la rédaction de la « Description de l’Égypte », qui pose les bases de l’égyptologie (9 tomes)[7].

- 14 décembre : l'inventeur américain David Wilkinson fait breveter un tour à fileter[8].

## Publications

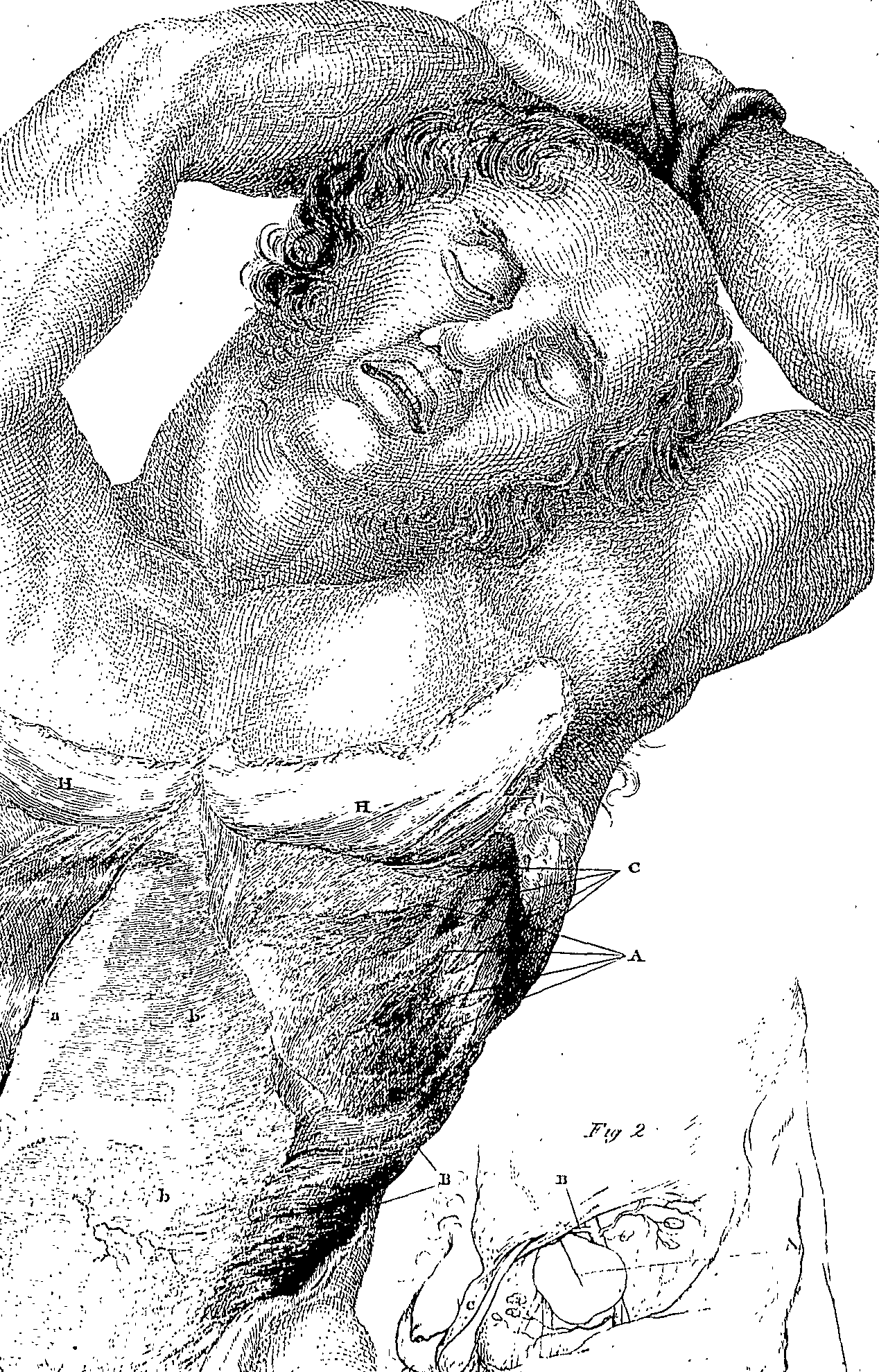
Planche du livre A system of dissections de Charles Bell.

- Charles Bell :  A system of dissections, explaining the anatomy of the human body (Un système de dissections, exposant l'anatomie du corps humain), Édimbourg.
- Alexander Crichton : An inquiry into the nature and origin of mental derangement (Une enquête sur la nature et l'origine des troubles mentaux).
- Caroline Herschel : Catalogue of Stars, Taken from Mr. Flamsteed's Observations Contained in the Second Volume of the Historia Coelestis, and Not Inserted in the British Catalogue, un catalogue d'étoiles publié par la Royal Society.
- Edward Jenner : An inquiry into the causes and effects of the variolæ vaccinæ (Enquête sur les causes et les effets de la variole vaccine).
- Joseph-Louis Lagrange : Traité de la résolution des équations numériques de tous les degrés, Duprat, Paris. Il donne une méthode permettant d'obtenir des valeurs approchées des racines réelles d'une équation au moyen des fractions continues[9].
- Thomas Malthus : Essay on the Principle of Population (Essai sur le principe de population), sur la croissance de la population et la production de nourriture.
- Philippe Pinel : Nosographie philosophique, ou méthode de l'analyse appliquée à la médecine.
- Samuel Thomas von Sömmering  : Tabula sceleti feminini.

## Prix
- Médailles de la Royal Society
  - Médaille Copley : Charles Hatchett, (1765-1847), pour plusieurs communications publiées dans les Philosophical Transactions.

## Naissances

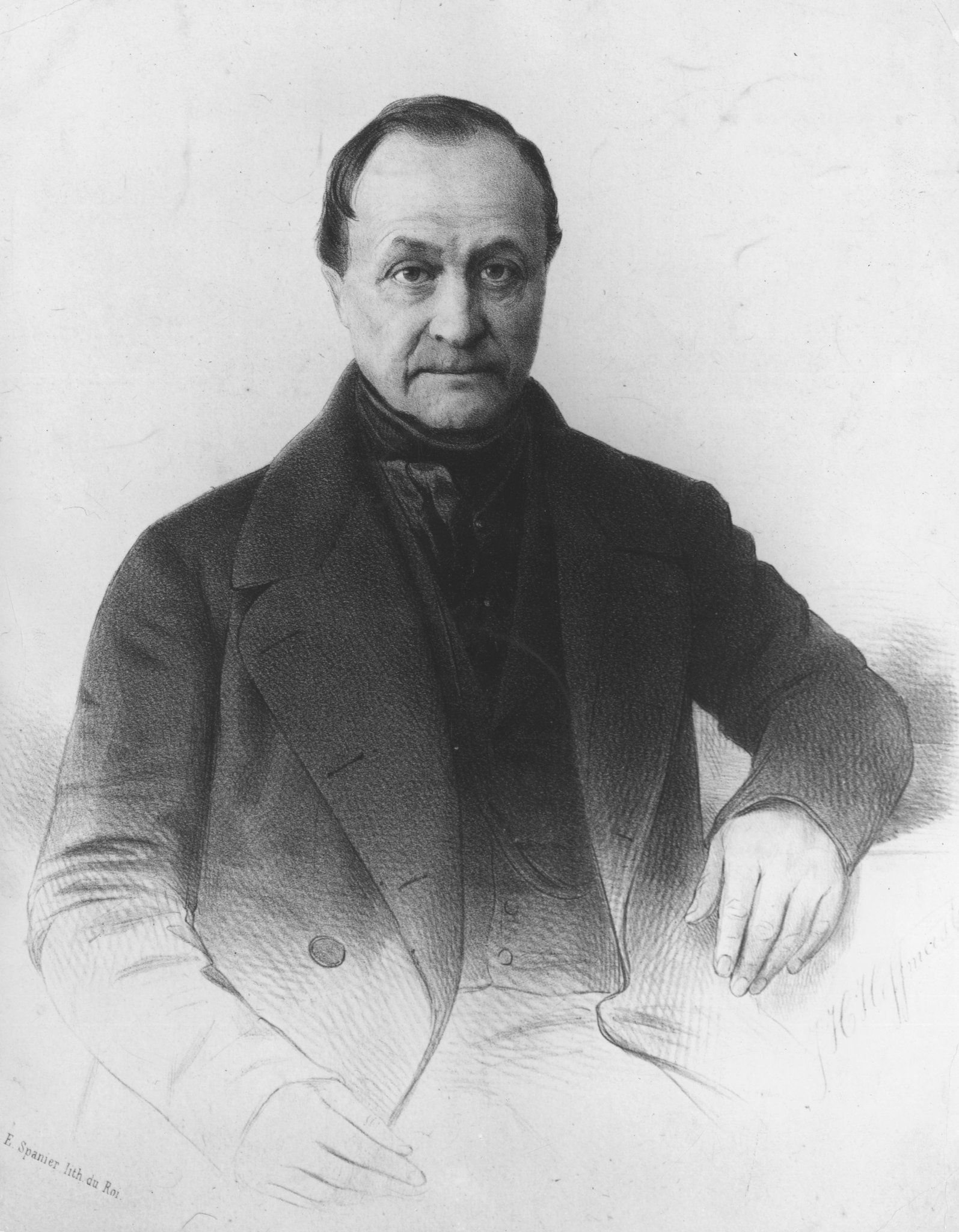
Auguste Comte

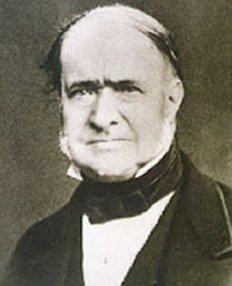
Léonce Élie de Beaumont

- 15 janvier : Samuel Stutchbury (mort en 1859), naturaliste et géologue britannique.
- 16 janvier : Joshua King (mort en 1857), mathématicien britannique.
- 19 janvier : Auguste Comte (mort en 1857), philosophe français.
- 24 janvier : Karl Georg Christian von Staudt (mort en 1867), mathématicien allemand.
- 14 février : Searles Valentine Wood (mort en 1880), paléontologue britannique.
- 20 février : Adolf Ferdinand Wenceslaus Brix (mort en 1870), mathématicien allemand.
- 21 février : Jean-Edmond Briaune (mort en 1885), agronome et économiste français.

- 9 mars : Utagawa Yōan (mort en 1846), scientifique japonais.
- 10 mars : Pierre-Frédéric Sarrus (mort en 1861), mathématicien français.
- 23 mars : Guillaume Manès (mort en 1881), géologue et ingénieur français.
- 25 mars : Christoph Gudermann (mort en 1852), mathématicien allemand.
- 31 mars : Ernesto Capocci di Belmonte (mort en 1864), mathématicien, astronome et politicien italien.
- 3 avril : Charles Wilkes (mort en 1877), officier et explorateur américain.
- 17 avril : Étienne Bobillier (mort en 1840), mathématicien français.
- 20 avril : William Edmond Logan (mort en 1875), géologue canadien.
- 12 juin : Delphine Philippe-Lemaître (morte en 1863), historienne, archéologue, botaniste et poète française.
- 11 juillet : Paolo Savi (mort en 1871), géologue, ornithologue et entomologiste italien.
- 14 juillet : François Mêlier (mort en 1866), médecin de santé publique français.
- 9 septembre : Joseph Anselm Feuerbach (mort en 1851), philologue et archéologue allemand.
- 11 septembre : Franz Ernst Neumann (mort en 1895), minéralogiste, physicien et mathématicien allemand.
- 25 septembre : Léonce Élie de Beaumont (mort en 1874), géologue français.
- 4 octobre : Lewis Caleb Beck (mort en 1853), chimiste et botaniste américain.
- 17 octobre : Charles-Auguste Yvart (mort en 1873), vétérinaire français.
- 28 octobre : Hippolyte François Jaubert (mort en 1874), homme politique et botaniste français.

## Décès

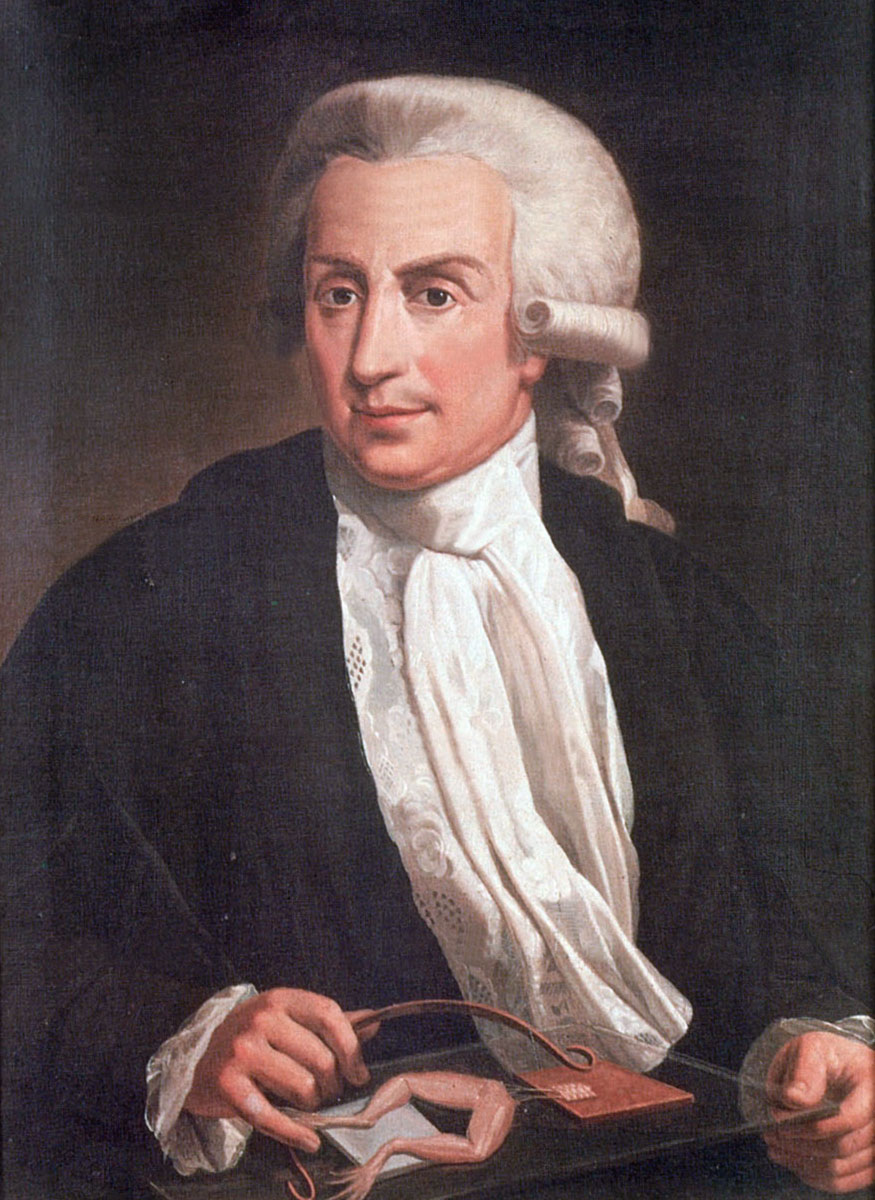
Luigi Galvani

- 15 février : Pierre Bayen (né en 1725), chimiste et pharmacien français.

- 2 mai : Maarten Houttuyn (né en 1720), médecin et naturaliste néerlandais.
- 7 mai : Bertrand Capmartin de Chaupy (né en 1720), écrivain et archéologue français.
- 20 mai : Erland Samuel Bring  (né en 1736), mathématicien suédois.
- 15 juin : Alexis-Jean-Pierre Paucton (né en 1732), mathématicien français.
- juin : Benjamin Donn (né en 1729), mathématicien anglais.

- 15 août : Edward Waring (né en 1736), mathématicien britannique.

- 14 novembre :
  - Ajima Naonobu (né en 1732), mathématicien et astronome japonais.
  - Jean-François Callet (né en 1744), mathématicien français.
- 28 novembre : Thomas-François de Grace (né en 1713), économiste et agronome français.
- 29 novembre : François Cretté-Palluel (né en 1741), agronome français.

- 4 décembre : Luigi Galvani (né en 1737), physicien italien.
- 9 décembre : Johann Reinhold Forster (né en 1729), naturaliste allemand.
- 16 décembre : Thomas Pennant (né en 1726),  amateur d'antiquités et naturaliste britannique.
- 29 décembre : William Wales (né en 1734), astronome britannique.